# Évette-Salbert
Évette-Salbert település Franciaországban, Territoire de Belfort megyében. Lakosainak száma 2022 fő (2022. január 1.). Évette-Salbert Lachapelle-sous-Chaux, Châlonvillars, Errevet, Frahier-et-Chatebier, Belfort, Essert, Sermamagny és Valdoie községekkel határos.

## Népesség
A település népességének változása:
| Lakosok száma | 2095 | 2073 | 2132 | 2055 | 2044 | 2032 | 2021 | 2026 | 2022 |
|               | 2013 | 2015 | 2016 | 2017 | 2018 | 2019 | 2020 | 2021 | 2022 |